# Čisté ladění
Čisté (nebo přirozené) ladění je hudební ladění, která používá jen intervaly, vyjádřitelné jako poměry celých čísel. Jelikož frekvence v řadě přirozených alikvotních tónů tvoří aritmetickou posloupnost, objevují se všechny tyto intervaly také mezi různými členy alikvotní řady. Čistá ladění lze proto odvodit i z řady alikvotních tónů.
Nejstarším čistým laděním je ladění pythagorejské, používající jako základ interval oktávy 2:1 a kvinty 3:2. Termínem čisté ladění bývá často označováno didymické ladění, odvozené z intervalů oktáva 2:1 a kvinta 3:2 a velká tercie 5:4.